# Philip Ridley
Philip Ridley, född 1964 i Bethnal Green i Londons East End, är en engelsk dramatiker, romanförfattare, konstnär och filmregissör.

## Biografi
Philip Ridley utbildade sig till konstnär vid St Martin's School of Art i London. Sedan 1981 har hans konst ställts ut i London, Nice och Bergamo. 1988 debuterade han som romanförfattare med Crocodilia. Han har även skrivit barn- och ungdomsböcker. Den första spelfilm han regisserade var Det gyllene fältet (The Reflecting Skin) 1990 som tilldelades de internationella filmkritikernas pris (FIPRESCI) på Stockholms filmfestival samma år. Som dramatiker debuterade han 1991 med The Pitchfork Disney som uppfördes på Bush Theatre i London i regi av Matthew Lloyd. 1992 tilldelades han kritikerpriset Critics' Circle Theatre Award som mest lovande dramatiker för The Fastest Clock in the Universe. Han har tilldelats London Festival Fringe Best Play Award både år 2000 för Vincent River och 2011 för Tender Napalm.
Hans dramatik räknas till den riktning som i Storbritannien sedan 1990-talet går under namnet in-yer-face-theatre med portalnamn som Sarah Kane och Mark Ravenhill. Hans pjäser når förhöjning genom att väva samman fantasi med starka känslomässiga underströmmar.

## Uppsättningar i Sverige
- 1998 Pitchfork Disney, Stockholms stadsteater, översättning Jacob Hirdwall, regi Joachim Siegård
- 2007 Vincent River, Teater Brigaden, översättning & regi Annika Silkeberg

## Filmografi (regi)
- 1990 Det gyllene fältet (The Reflecting Skin), med bl.a. Viggo Mortensen & Lindsay Duncan
- 1995 The Passion of Darkly Noon, med bl.a. Brendan Fraser, Ashley Judd & Viggo Mortensen
- 2009 Heartless, med bl.a. Jim Sturgess, Clémence Poésy, Ruth Sheen & Timothy Spall